# Rue Oberkampf
Rue Oberkampf ist eine 2016 gegründete deutsche Electro-Band.

## Bandgeschichte
Julia de Jouy, Oliver Maier und Damien De-Vir gründeten Rue Oberkampf 2016, nachdem sie bereits jeweils im süddeutschen Raum als DJs aktiv waren. Namensgebend ist die Pariser Straße Rue Oberkampf, die nach dem französischen Industriellen Christophe-Philippe Oberkampf benannt ist. Ihre erste Single Le Train ist ein Cover von Melting Away, einem Song der belgischen EBM-Band Absolute Body Control.

## Stil
Rue Oberkampf kombiniert den Klang des elektronischen Dark Wave der 1980er Jahre mit musikalischen Ideen des Techno und Gesang auf Französisch, Deutsch und Englisch. Das Ergebnis erinnere an eine eindringlichere Version von Deux oder Kirlian Camera.

## Diskografie
- 2018: Waveclash (EP, No EMB Blanc)
- 2019: Christophe-Philippe (Album, Young and Cold Records)
- 2022: Liebe (Album, Young and Cold Records)
- 2023: Moths (Single mit Geistha, Motor Music)
- 2023: Solitude (Single, Eigenveröffentlichung)
- 2024: Essenz (EP, Young and Cold Records)